# OUR DAYS
『OUR DAYS』（アワ・デイズ）は、日本の歌手鈴木あみの8枚目のシングルである。1999年9月29日にTRUE KiSS DiSCよりリリースされた。

## 解説
- 鈴木あみの初のバラードシングル。 オリコン初登場第1位。
- 初回限定のパッケージはCDのジュエルケースがオレンジ色。
- カップリング曲の「Rain of Tears」はコダックカメラCMに使用された楽曲の小さいクリップ。次作シングル『HAPPY NEW MILLENNIUM』には、フルバージョンが収録されている。

## 収録曲
全作曲・編曲：小室哲哉／Mix：Eddie Delena（#1 - #3）、小室哲哉（#4）
1. OUR DAYS (ORIGINAL MIX)
作詞：小室哲哉・小室みつ子
カネボウ「プロスタイル」CMソング
2. OUR DAYS (SERENITY MIX)
リミックス曲：TK
3. OUR DAYS (TV mix)
4. Rain of Tears (CM VERSION)
作詞：小室みつ子
「Kodak」CMイメージソング